# Prosena tenuis
Prosena tenuis är en tvåvingeart som beskrevs av Malloch 1930. Prosena tenuis ingår i släktet Prosena och familjen parasitflugor. Inga underarter finns listade i Catalogue of Life.